# Ricardo González (pilote automobile)
Pour les articles homonymes, voir Ricardo González.
Ricardo González Valdez, né le 20 octobre 1978 à Monterrey, est un pilote automobile mexicain. Il a remporté en 2013 les 24 Heures du Mans ainsi que le Championnat du monde d'endurance FIA en catégorie LMP2. Il est le frère du pilote automobile Roberto González.

## Biographie
En 2012, González participe à la première saison du Championnat du monde d'endurance FIA. Il est engagé dans la catégorie LMP2 privée par le Greaves Motorsport. Au volant d'une Zytek Z11SN, il connaît une saison difficile et poursuit avec le Oak Racing l'année suivante, cette fois au volant d'une Morgan LMP2-Nissan.
Pour la saison 2013, il est donc engagé en LMP2 sur la voiture no 35 qu'il partage avec l'Anglais Martin Plowman et le Belge Bertrand Baguette. Le trio entame la saison par une 4e place (12e au général) aux 6 Heures de Silverstone et une 3e position (11e au général) aux 6 Heures de Spa. Le moment fort de la saison survient lors des 24 Heures du Mans où la bagarre est très serrée entre les deux voitures sœurs du Oak Racing, les deux Morgan-Nissan s'étant échangées la tête tout au long de l'épreuve. C'est finalement González, Plowman et Baguette qui l’emportent après 329 tours parcourus et un record de 12 périodes sous régime de voiture de sécurité. L'équipe inscrit elle un doublé historique dans la catégorie LMP2.
La suite de la saison est marquée par une 2e place lors des 6 Heures de São Paulo, suivie d'une 7e position aux 6 Heures du circuit des Amériques. L'équipage gagne ensuite 6 Heures de Fuji après s'être élancée de la pole position, mais inscrit seulement la moitié des points à cause du fait nombre de tours parcourus en raison des conditions climatiques. González monte à nouveau sur le podium lors des 6 Heures de Shanghai avant de terminer 4e des 6 Heures de Bahreïn qui clôturent la saison. L'équipage remporte ainsi le Trophée Endurance FIA de la catégorie en précédant l’équipage de la voiture sœur, ce qui permet à Oak Racing de remporter le Trophée des équipes de LMP2.

## Palmarès
- American Le Mans Series
  - Champion de la catégorie LMPC en 2011

- Championnat du monde d'endurance FIA
  - Vainqueur de la catégorie LMP2 aux 24 Heures du Mans 2013

### Résultats aux24 Heures du Mans
| Année | Écurie              | Copilotes                        | Voiture             | Classe | Tours | Pos. | Class Pos. |
| ----- | ------------------- | -------------------------------- | ------------------- | ------ | ----- | ---- | ---------- |
| 2012  | Greaves Motorsport  | Christian Zugel Elton Julian     | Zytek Z11SN-Nissan  | LMP2   | 348   | 12e  | 5e         |
| 2013  | OAK Racing          | Bertrand Baguette Martin Plowman | Morgan LMP2-Nissan  | LMP2   | 329   | 7e   | 1re        |
| 2015  | G-Drive Racing      | Gustavo Yacamán Pipo Derani      | Ligier JS P2-Nissan | LMP2   | 354   | 12e  | 4e         |
| 2016  | RGR Sport by Morand | Filipe Albuquerque Bruno Senna   | Ligier JS P2-Nissan | LMP2   | 344   | 14e  | 10e        |

### Résultats auChampionnat du monde d'endurance FIA
| Année | Écurie                    | Voiture      | Moteur                      | Classe | 1     | 2     | 3     | 4      | 5     | 6     | 7        | 8     | 9     | Position | Points |
| ----- | ------------------------- | ------------ | --------------------------- | ------ | ----- | ----- | ----- | ------ | ----- | ----- | -------- | ----- | ----- | -------- | ------ |
| 2012  | Greaves Motorsport        | Zytek Z11SN  | Nissan VK45DE 4,5 L V8 Atmo | LMP2   | SEB 4 | SPA 6 | LMS 5 | SIL 13 | SÃO 4 | BHR 7 | FUJ 7    | SHA 8 |       |          |        |
| 2013  | OAK Racing                | Morgan LMP2  | Nissan VK45DE 4,5 L V8 Atmo | LMP2   | SIL 4 | SPA 3 | LMS 1 | SÃO 2  | COA 7 | FUJ 1 | SHA 3    | BHR 4 |       | 1re      | 141.5  |
| 2014  | Extreme Speed Motorsports | HPD ARX-03b  | Honda HR28TT 2,8 L V6 Turbo | LMP2   | SIL   | SPA   | LMS   | COA    | FUJ   | SHA 2 | BHR      | SÃO   |       | 3e       | 134    |
| 2015  | G-Drive Racing            | Ligier JS P2 | Nissan VK45DE 4,5 L V8 Atmo | LMP2   | SIL 2 | SPA 1 | LMS 3 | NÜR 3  | CDA 3 | FUJ 3 | SHA Abd. | BHR 3 |       | 3e       | 134    |
| 2016  | RGR Sport by Morand       | Ligier JS P2 | Nissan VK45DE 4,5 L V8 Atmo | LMP2   | SIL 1 | SPA 4 | LMS 6 | NÜR 2  | MEX 1 | CDA 2 | FUJ 2    | SHA 3 | BHR 2 | 2e       | 166    |

### Résultats auxEuropean Le Mans Series
| Année | Ecurie         | Châssis             | Moteur                 | Classe | 1     | 2     | 3     | 4     | 5        | Position | Points |
| ----- | -------------- | ------------------- | ---------------------- | ------ | ----- | ----- | ----- | ----- | -------- | -------- | ------ |
| 2014  | ART Grand Prix | McLaren MP4-12C GT3 | McLaren 3,8 l V8 Turbo | GTC    | SIL 5 | IMO 4 | RBR 4 | LEC 8 | EST Abd. | 7e       | 38     |